# Summer World University Games 2025/Teilnehmer (Japan)
| Gelbes Symbol für Goldmedaillen mit stilisierten Olympischen Ringen | Graues Symbol für Silbermedaillen mit stilisierten Olympischen Ringen | Braundes Symbol für Bronzemedaillen mit stilisierten Olympischen Ringen |
| ------------------------------------------------------------------- | --------------------------------------------------------------------- | ----------------------------------------------------------------------- |
| 34                                                                  | 21                                                                    | 24                                                                      |

Japan nahm an den Summer World University Games 2025 vom 16. bis zum 27. Juli mit 238 Athleten (102 Männer und 136 Frauen) teil.

## Medaillen

### Medaillenspiegel
| Rang   | Sportart                   | Gold | Silber | Bronze | Gesamt |
| ------ | -------------------------- | ---- | ------ | ------ | ------ |
| 1      | Turnen                     | 8    | 8      | 1      | 17     |
| 2      | Judo                       | 8    | 2      | 4      | 14     |
| 3      | Leichtathletik             | 5    | 3      | 3      | 11     |
| 4      | Tennis                     | 5    | –      | –      | 5      |
| 5      | Schwimmen                  | 3    | 5      | 7      | 15     |
| 6      | Bogenschießen              | 2    | 1      | 1      | 4      |
| 6      | Tischtennis                | 2    | 1      | 1      | 4      |
| 8      | Fechten                    | 1    | –      | 4      | 5      |
| 9      | Volleyball                 | –    | 1      | –      | 1      |
| 10     | Badminton                  | –    | –      | 2      | 2      |
| 11     | Rhythmische Sportgymnastik | –    | –      | 1      | 1      |
| Gesamt | Gesamt                     | 34   | 21     | 24     | 79     |

### Medaillengewinner
| Name/n | Sportart                   | Wettkampf                     |
| --- | -------------------------- | ----------------------------- |
| Gold |                            |                               |
| Tomoharu Tsunogai | Turnen                     | Barren                        |
| Daiki Hashimoto | Turnen                     | Einzelmehrkampf               |
| Daiki Hasimoto Tomoharu Tsunogai Shinnosuke Oka Shōhei Kawakami Tsuyoshi Hasegawa                                                                            | Turnen                     | Mannschaftsmehrkampf          |
| Shoko Miyata | Turnen                     | Boden                         |
| Urara Ashikawa | Turnen                     | Schwebebalken                 |
| Shoko Miyata | Turnen                     | Sprung                        |
| Shoko Miyata | Turnen                     | Einzelmehrkampf               |
| Urara Ashikawa Kokoro Fukasawa Shoko Miyata Mana Okamura Kohane Ushioku                                                                                      | Turnen                     | Mannschaftsmehrkampf          |
| Yamato Fukuda | Judo                       | Klasse bis 60 kg              |
| Kairi Kentoku | Judo                       | Klasse bis 66 kg              |
| Kaito Amano | Judo                       | Klasse bis 81 kg              |
| Yuta Nakamura | Judo                       | Klasse über 100 kg            |
| Mizuki Harada | Judo                       | Klasse bis 48 kg              |
| Narumi Tanioka | Judo                       | Klasse bis 63 kg              |
| Rin Maeda | Judo                       | Klasse bis 70 kg              |
| Hako Fukunaga Rin Maeda Miki Mukunoki Moa Ono Mizuki Sugimura Narumi Tanioka Kaito Amano Komei Kawabata Kairi Kentoku Nozomu Miki Yuta Nakamura Ryuga Tanaka | Judo                       | Mannschaft                    |
| Makoto Tsuchiya Mariya Noda Ayaka Maeda Aoi Takahashi | Leichtathletik             | Halbmarathon Mannschaft       |
| Shinsaku Kudō Ryuto Uehara Kento Baba | Leichtathletik             | Halbmarathon Mannschaft       |
| Atsuki Tsuchiya Keisuke Hara Taisei Yoshizako | Leichtathletik             | 20 km Gehen Mannschaft        |
| Shinsaku Kudō | Leichtathletik             | Halbmarathon                  |
| Tatsuki Abe | Leichtathletik             | 110 m Hürden                  |
| Jay Dylan Hara Friend | Tennis                     | Herreneinzel                  |
| Ange Oby Kajuru Kanon Yamaguchi | Tennis                     | Damendoppel                   |
| Jay Dylan Hara Friend Natsuki Yoshimoto | Tennis                     | Mixed-Doppel                  |
| Japan | Tennis                     | Herren Mannschaft             |
| Japan | Tennis                     | Damen Mannschaft              |
| Takumi Mori | Schwimmen                  | 200 m Lagen                   |
| Takumi Mori | Schwimmen                  | 400 m Lagen                   |
| Yumeno Kusuda | Schwimmen                  | 200 m Brust                   |
| Nanami Asakuno Waka Sonoda Ruka Uehara | Bogenschießen              | Recurvebogen Mannschaft       |
| Tetsuya Aoshima Yuya Funahashi Kosei Shirai | Bogenschießen              | Recurvebogen Mannschaft       |
| Shunsuke Okano / Kyoka Idesawa | Tischtennis                | Mixed-Doppel                  |
| Sakura Aoi Mana Asada Kyoka Idesawa Kotomi Omoda | Tischtennis                | Frauen Mannschaft             |
| Seiya Asami Ryū Matsumoto Naoshi Nakamoto Hidemasa Sakato | Fechten                    | Degen Mannschaft              |
| Silber |                            |                               |
| Kohane Ushioku | Turnen                     | Boden                         |
| Kohane Ushioku | Turnen                     | Sprung                        |
| Mana Okamura | Turnen                     | Einzelmehrkampf               |
| Shōhei Kawakami | Turnen                     | Einzelmehrkampf               |
| Shinnosuke Oka | Turnen                     | Barren                        |
| Shinnosuke Oka | Turnen                     | Boden                         |
| Daiki Hashimoto | Turnen                     | Pauschenpferd                 |
| Daiki Hashimoto | Turnen                     | Reck                          |
| Miki Mukunoki | Judo                       | Klasse über 78 kg             |
| Hako Fukunaga | Judo                       | Klasse bis 52 kg              |
| Koki Fujihara | Leichtathletik             | Weitsprung                    |
| Atsuki Tsuchiya | Leichtathletik             | 20 km Gehen                   |
| Makoto Tsuchiya | Leichtathletik             | Halbmarathon                  |
| Reo Okura | Schwimmen                  | 50 m Brust                    |
| Riku Yamaguchi | Schwimmen                  | 400 m Lagen                   |
| Takaki Hara Yuta Watanabe Konosuke Yanagimoto Takumi Mori (Finale) Shoon Misunaga (Vorlauf)                                                                  | Schwimmen                  | 4 × 100 m Freistil            |
| Yuyumi Obatake | Schwimmen                  | 200 m Brust                   |
| Takumi Mori (Finale) Takaki Hara (Finale) Ayu Mizoguchi Rio Suzuki (Finale) Konosuke Yanagimoto (Vorlauf) Yuta Watanabe (Vorlauf) Sakura Ohshima (Vorlauf)   | Schwimmen                  | 4 × 100 m Freistil Mixed      |
| Yuya Funahashi Waka Sonoda | Bogenschießen              | Recurvebogen Mixed Mannschaft |
| Shunsuke Okano Yuma Tanigaki | Tischtennis                | Männer Doppel                 |
| Natsumi Kodama Rino Takizawa Akane Abe Niina Kumagai Haruka Oyama Satsuki Nakagawa Saki Ishikura Rina Yamaji Ameze Miyabe Rin Honda Emili Iiyama Ayaka Satō  | Volleyball                 | Frauen                        |
| Bronze |                            |                               |
| Shoko Miyata | Turnen                     | Stufenbarren                  |
| Ryuga Tanaka | Judo                       | Klasse bis 73 kg              |
| Komei Kawabata | Judo                       | Klasse bis 90 kg              |
| Nozomu Miki | Judo                       | Klasse bis 100 kg             |
| Moa Ono | Judo                       | Klasse bis 57 kg              |
| Hiroki Yanagita | Leichtathletik             | 100 m                         |
| Ryuto Uehara | Leichtathletik             | Halbmarathon                  |
| Makoto Tsuchiya | Leichtathletik             | Halbmarathon                  |
| Yuta Watanbe | Schwimmen                  | 200 m Lagen                   |
| Takumi Mori Konosuke Yanagimoto Hiroto Shimizu Takaki Hara (Finale) Yuta Watanabe (Vorlauf)                                                                  | Schwimmen                  | 4 × 200 m Freistil Männer     |
| Takaki Hara Yuga Nishimura (Finale) Reo Okura (Finale) Riku Kitagawa Yūsuke Satō (Vorlauf) Yuma Yoshida (Vorlauf)                                            | Schwimmen                  | 4 × 100 m Lagen Männer        |
| Ruka Takezawa | Schwimmen                  | 800 m Freistil                |
| Niko Aoki | Schwimmen                  | 1500 m Freistil               |
| Ayami Suzuki | Schwimmen                  | 400 m Lagen                   |
| Ruka Takezawa (Finale) Rio Suzuki Hanane Hironaka Kanon Nagao (Finale) Riko Sawano (Vorlauf) Sakura Ohshima (Vorlauf)                                        | Schwimmen                  | 4 × 200 m Freistil Frauen     |
| Ruka Uehara | Bogenschießen              | Recurvebogen Einzel           |
| Shunsuke Okano Yuma Tanigaki Kanta Tokuda Jo Yokotani | Tischtennis                | Männer Mannschaft             |
| Ryōsuke Fukuda Shoren Hayashi Yasutaka Nishiguchi Hiroto Sugaya                                                                                              | Fechten                    | Florett Mannschaft            |
| Reo Hiwatashi Hibiki Kato Yuto Rikitake Hayato Tsubo | Fechten                    | Säbel Mannschaft              |
| Chirika Takahashi | Fechten                    | Säbel Einzel                  |
| Ayano Iimura Reina Iwamoto Rino Nagase Yuzuha Takeyama | Fechten                    | Florett Mannschaft            |
| Rei Miyashita | Badminton                  | Herreneinzel                  |
| Sumire Nakade Yumi Tanabe | Badminton                  | Damendoppel                   |
| Airi Higashi Miu Omachi Noa Futatsugi Hana Kumasaka Nonoka Murakuni Rika Nakamura                                                                            | Rhythmische Sportgymnastik | Gruppe Mehrkampf              |

## Teilnehmer nach Sportarten

### 3×3-Rollstuhlbasketball
Männer
- Kento Haruta
- Takuma Taniguchi
- Masato Watanabe
- Mitsuki Chino

### Badminton
| Männer - Kosuke Masumoto - Kazuya Minamoto - Rei Miyashita - Osuke Sakurai - Shiina Sato - Tsubasa Yoshida | Frauen - Mirai Hirose - Asuka Imaizumi - Yuka Kobayashi - Sumire Nakade - Suzu Nakahara - Yumi Tanabe |

### Basketball

#### Basketball
Frauen
- Aoi Yamada
- Natsumi Kaseno
- Yuka Fujisawa
- Miyu Okamoto
- Azusa Asahina
- Mona Tateyama
- Takako Sato
- Maika Miura
- Ufuoma Tanaka
- Maho Awatani
- Suzuno Higuchi
- Haru Owaki

### Beachvolleyball
| Männer - Kota Kurosawa / Taito Mizumachi | Frauen - Niko Morikawa / Noa Utsugi |

### Bogenschießen
| Männer - Tetsuya Aoshima - Yuya Funahashi - Kosei Shirai - Takuma Ban | Frauen - Nanami Asakuno - Waka Sonoda - Ruka Uehara - Kanon Asari |

### Fechten
| Männer - Ryōsuke Fukuda - Shoren Hayashi - Yasutaka Nishiguchi - Hiroto Sugaya - Reo Hiwatashi - Hibiki Kato - Yuto Rikitake - Hayato Tsubo - Seiya Asami - Ryū Matsumoto - Naoshi Nakamoto - Hidemasa Sakato | Frauen - Ayano Iimura - Reina Iwamoto - Rino Nagase - Yuzuha Takeyama - Rin Kishimoto - Hana Saito - Mizuki Homma - Yuri Inayama - Kanoka Itahashi - Kokona Kikuchi - Mitsuki Suto - Chirika Takahashi |

### Judo
| Männer - Yamato Fukuda - Kairi Kentoku - Ryuga Tanaka - Kaito Amano - Komei Kawabata - Nozomu Miki - Yuta Nakamura | Frauen - Mizuki Harada - Hako Fukunaga - Moa Ono - Narumi Tanioka - Mizuki Sugimura - Miki Mukunoki |

### Leichtathletik
| Männer - Hiroki Yanagita - Riku Oishi - Tatsuki Abe - Hayato Higuchi - Kiyoto Ono - Hinata Maeda - Genta Iki - Keisuke Hara - Taisei Yoshizako - Atsuki Tsuchiya - Tetsu Sasaki - Kira Hirakawa - Ryosuke Takahashi - Shota Fuchigami - Kō Ochiai - Sōta Okamura - Kento Baba - Shinsaku Kudō - Ryuto Uehara - Souta Haraguchi - Shun Yamanaka - Rin Suzuki - Hiroya Kiyokawa - Koki Fujihara - Atsushi Haraguchi - Yūto Adachi | Frauen - Wakana Hashimoto - Ayaka Maeda - Mei Hosomi - Yume Okuno - Mao Shimano - Rei Honda - Sumika Tani - Ayane Yanai - Ayana Yamashita - Miku Takino - Yuri Nishida - Mariya Noda - Makoto Tsuchiya - Ayaka Maeda - Aoi Takahashi - Raika Murakami - Aoi Murakami - Mizuki Otsu - Miu Kimura |

### Rudern
| Männer - Rikuto Sugawara (Einer) - Keita Joto (Zweier ohne Steuermann) - Hiroki Aoki (Zweier ohne Steuermann) - Taisei Miyaguchi (Doppelzweier) - Kota Nakashima (Doppelzweier) | Frauen - Sachino Inoue (Einer) - Yuka Kishimoto (Doppelzweier) - Hinako Ino (Doppelzweier) |

### Schwimmen
| Männer - Yuga Nishimura - Yūsuke Satō - Keigo Fukuda - Riku Kitagawa - Reo Okura - Yuma Yoshida - Shoon Mitsunaga - Takaki Hara - Daichi Yamamoto - Kyo Nakayama - Riku Yamaguchi - Konosuke Yanagimoto - Hiroto Shimizu - Hanane Hironaka - Kanon Nagao - Takumi Mori - Yuta Watanabe - Riku Yamaguchi - Yaya Ichimura | Frauen - Rio Sato - Riko Sawano - Ruka Takezawa - Hanane Hironaka - Kanon Nagao - Sakura Ohshima - Niko Aoki - Rio Suzuki - Ayu Mizoguchi - Yuyumi Obatake - Aimi Nagaoka - Ayami Suzuki - Yumeno Kusuda - Uran Noda - Nanmi Ito - Kyoka Sawa |

### Taekwondo
| Männer - Ryusei Ohara - Shoki Asada - Rei Tsuruoka | Frauen - Ruka Okamoto - Hinata Okazaki - Mao Nishida - Yuiko Niwa |

### Tennis
| Männer - Yu Tanaka - Jay Dylan Hara Friend - Yua Taka - Saki Tange | Frauen - Oby Kajuru - Kanon Yamaguchi - Natsuki Yoshimoto |

### Tischtennis
| Männer - Shunsuke Okano - Yuma Tanigaki - Kanta Tokuda - Jo Yokotani | Frauen - Kyoka Idesawa - Kotomi Omoda - Mana Asada - Sakura Aoi |

### Turnen

#### Gerätturnen
| Männer - Daiki Hashimoto - Tomoharu Tsunogai - Shinnosuke Oka - Shōhei Kawakami - Tsuyoshi Hasegawa | Frauen - Kohane Ushioku - Shoko Miyata - Mana Okamura - Kokoro Fukasawa - Urara Ashikawa |

#### Rhythmische Sportgymnastik
Frauen
Einzel:
- Mirano Kita
- Mei Tsuruta

Mannschaft:
- Airi Higashi
- Noa Futatsugi
- Hana Kumasaka
- Nonoka Murakuni
- Rika Nakamura

### Volleyball
| Männer - Amu Kato - Kento Asano - Yuri Yanakita - Kento Nakashima - Daiki Yamada - Sayato Sakai - Naoya Fujiwara - Hikaru Someno - Keishiro Takaki - Kotaro Kai - Taito Mizumachi - Ryogo Maeda | Frauen - Natsumi Kodama - Rino Takizawa - Akane Abe - Niina Kumagai - Haruka Oyama - Satsuki Nakagawa - Saki Ishikura - Rina Yamaji - Ameze Miyabe - Rin Honda - Emili Iiyama - Ayaka Satō |

### Wasserball
Frauen
- Hinano Miyagawa
- Riko Bando
- Yumeka Sanda
- Hana Suga
- Momoka Nishiyama
- Hiyori Okada
- Kanon Sugimoto
- Haru Yamamoto
- Eri Kitamura
- Sakura Katada
- Kaho Shironoshita
- Kiyoka Goto
- Nanmi Miyagishi

### Wasserspringen
| Männer - Shuta Yamada - Reo Sakata - Koga Niwa | Frauen - Hana Kondo - Towa Norimatsu - Karen Yamasaki - Meiho Nishizawa - Sakura Morioka |